# Ermenegildo Costantini
Ermenegildo Costantini  (Rome, 28 mars 1731 - 2 août 1791) est un peintre italien baroque du XVIIIe siècle.

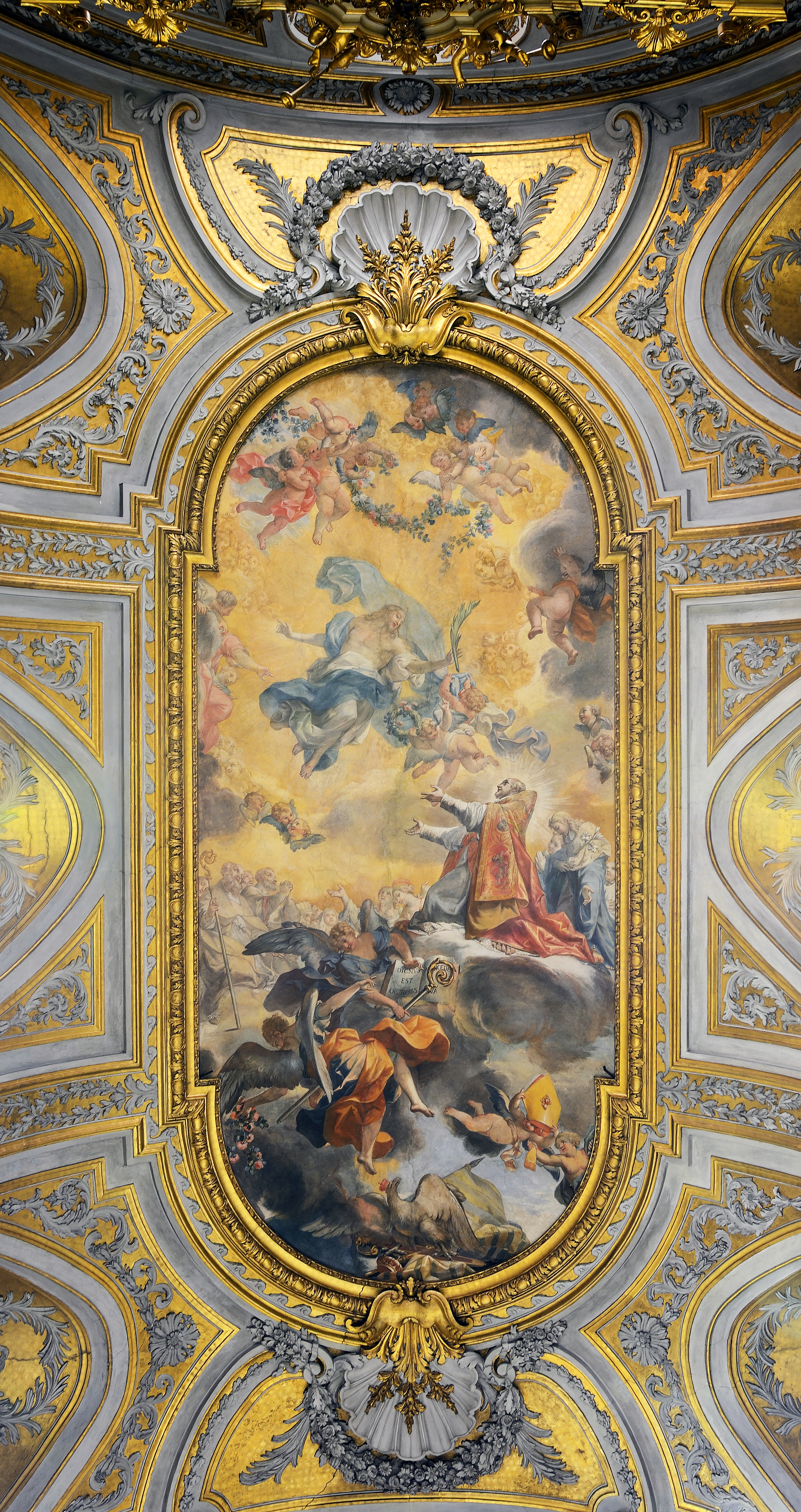
La gloria di San Stanislao (Saint Stanislas en gloire), fresque, église Santo Stanislao dei Polacchi (Saint Stanislas des polonais), Rome

## Biographie
Ermenegildo Costantini est un élève de Marco Benefial, ses compositions sont en style néo baroque. Il a réalisé de nombreuses fresques dans les églises de Rome et de Velletri.
Le 10 avril 1776, il est élu à l'Accademia di San Luca

## Œuvres
- La gloria di S. Stanislao, fresque, église Santo Stanislao dei Polacchi, Rome,
- Cappella del SS.mo Sacramento, Basilique cathédrale San Clemente, Velletri,
- Galerie du Palais Antici, Recanati.
- San Nicola da Tolentino (1791), retable, copie de Raphaël, Pinacothèque communale de Città di Castello,
- Glorificazione di Casa Borghese (1767), fresque, Sala dell'Udienza (salle de l'audience), Palais Borghèse, Rome,
- Santa Teresa d'Avila (1759), église Santa Maria del Carmine, Lucera,
- Autoportrait (1780-1790), Academia San Luca, inv. 465, 58, Rome
- Portrait de Giuseppe Angelini (1780-1790), Academia San Luca, inv. 465, 58, Rome.